# Kompetent für Demokratie
Das Bundesprogramm kompetent. für Demokratie – Beratungsnetzwerke gegen Rechtsextremismus wurde am 1. September 2007 zusammen mit dem Bundesprogramm Vielfalt tut gut gestartet. Es ist ein zentraler Baustein der Bundesregierung zur Bekämpfung des Rechtsextremismus in der Bundesrepublik Deutschland. Das Programm stellt intervenierende Möglichkeiten zur Bekämpfung des Rechtsextremismus bereit. Es wird aus Mitteln des Bundesministeriums für Familie, Senioren, Frauen und Jugend und der Bundesländer finanziert und endete Ende des Jahres 2010.

## Maßnahmen
Das Programm dient dem Aufbau von landesweiten Beratungsnetzwerken zum Thema Rechtsextremismus und ergänzt das "präventiv-pädagogisch" ausgerichtete Programm „Vielfalt tut gut“.

### Landeskoordinationsstellen
Zur Stärkung des Wissens über rechtsextreme Vorfälle und der Bereitstellung von Handlungswissen gegen rechtsextreme Akteure wurde in jedem Bundesland eine Landeskoordinationsstelle geschaffen.

### Mobile Beratungsteams
Kernbestandteil sind eine Reihe von Mobilen Beratungsteams (MBR), die professionelle Beratungsangebote nach rechtsextremen Vorfällen anbieten können und zivilgesellschaftliche und staatliche Akteure vor Ort zusammenbringen. Mobile Beratungsteams existieren in
- Berlin („die Mobile Beratung gegen Rechtsextremismus Berlin“ des Vereins für Demokratische Kultur in Berlin e. V. und das Mobile Beratungsteam Berlin für Demokratieentwicklung der Stiftung SPI Berlin),
- Brandenburg (Demos des Mobilen Beratungsteams in Brandenburg),
- Bremen und Bremerhaven (pro aktiv gegen rechts),
- Hamburg (Mobiles Beratungsteam HH),
- Hessen (Mobiles Beratungsteam Hessen e.V).[2]
- Mecklenburg-Vorpommern (das Mobile Beratungsteam für Demokratie, Toleranz und zivilgesellschaftliches Engagement der Evangelischen Akademie Mecklenburg-Vorpommern und das Mobile Beratungsteam für demokratische Kultur der RAA Mecklenburg-Vorpommern),
- Niedersachsen (Mobiles Interventionsteam),
- Rheinland-Pfalz (Beratungsknoten),
- Saarland,
- Sachsen-Anhalt (Miteinander|Miteinander – Netzwerk für Demokratie und Weltoffenheit e.V.),
- Sachsen (das Mobile Beratungsteam des Kulturbüro Sachsen e.V.),
- Schleswig-Holstein (Mobile Interventionsteams),
- Thüringen (Mobiles Beratungsteam gegen Rechtsextremismus in Thüringen des Vereins Moabit e.V.).

### Opferberatung
Zudem existieren Opferberatungsstellen wie ReachOut Berlin und outh e.V. Rheinland-Pfalz.

## Finanzierung
Das Programm wird derzeit mit jährlich fünf Millionen Euro finanziert. Begleitet und organisiert wird das Bundesprogramm durch die Stiftung Demokratische Jugend.

## Kritik
Paul Ingendaay kritisierte in der Frankfurter Allgemeinen Zeitung, das Mobile Beratungsteam gegen Rechtsextremismus (MBR Berlin) habe in einer Studie über den Umgang mit dem „Kulturkampf von rechts“ demokratischen Konservativismus pauschal mit dem Warnschild „rechts“ versehen und als rassistisch gebrandmarkt, was „eifernd, zensorisch und nahe an Orwells Gedankenpolizei“ sei. So sei unter anderem der ehemalige Leiter des Feuilletons der Zeit Ulrich Greiner namentlich attackiert worden, weil er den Nutzen des politisch korrekten Umschreibens von Kinderbüchern bezweifelt habe. Staatliche Fördergelder einzusetzen, um „solche Diffamierung zu finanzieren“, sei bodenlos.